# Greve geral no Brasil em 2019
A greve geral no Brasil em 2019 aconteceu no dia 14 de junho, dois anos após a greve geral de 28 de abril de 2017. O movimento foi um protesto contra a  reforma da previdência do governo Jair Bolsonaro e contra cortes na educação.
Até as 20 horas do dia, 189 cidades de 26 estados e o Distrito Federal tinham registrado protestos. Dezenove capitais brasileiras tiveram o sistema de ônibus afetado, mas considerando outros modais, a quantidade de capitais atingidas chegou a 21.
Na capital Porto Alegre, do Rio Grande do Sul, 50 mil manifestantes, segundo organizadores, iniciaram uma caminhada na Esquina Democrática e depois percorreram vários logradouros do centro até a dispersão no Largo Zumbi dos Palmares.

## Organização
A greve foi organizada pela Central Única dos Trabalhadores (CUT), juntamente com Força Sindical, Central Geral dos Trabalhadores do Brasil (CGTB), Central dos Sindicatos Brasileiros (CSB), União Geral dos Trabalhadores (UGT), Nova Central CSP-Conlutas e Intersidical.

## Reações
Nas redes sociais o evento adquiriu reações extremas favoráveis e contrárias. Ao longo do dia, hashtags em apoio e oposição também lideraram os tópicos mais comentados no Twitter (#AGreveFoiUmFiasco e o #DemitaOGrevista — utilizada pelos opositores; e o  #BrasilBarraReforma – utilizada pelos apoiadores).
Políticos oposicionistas divulgaram imagens das paralisações nas capitais e convidaram as pessoas para a greve, enquanto políticos governistas subiram o tom contra os manifestantes e classificaram de "atos terroristas".

## Invasão e ateamento de fogo em trilhos de trens
No dia da greve, seis funcionários da Trensurb foram presos ao atear fogo nos trilhos dos trens na Estação Sapucaia do Sul, em Porto Alegre.